# Néstor García (corredor)
Néstor Ariel García Rivero (Lascano, 6 de julio de 1975) es un corredor de larga distancia Uruguay, quien ganó el maratón de Buenos Aires en 2000. Además representó a su país en el maratón los juegos olímpicos de 2000 en Sídney, Australia.
García obtuvo el récord nacional en la distancia de maratón en 1999 durante el maratón de Chicago, con un tiempo de 2:12:48. 

## Logros personales
| En representación de Uruguay | En representación de Uruguay           | En representación de Uruguay | En representación de Uruguay | En representación de Uruguay | En representación de Uruguay |
| ---------------------------- | -------------------------------------- | ---------------------------- | ---------------------------- | ---------------------------- | ---------------------------- |
| 1994                         | Campeonato Mundial de Atletismo Sub-20 | Lisboa, Portugal             | 22°                          | 10.000 metros                | 31:00:53                     |
| 2000                         | Maratón de Buenos Aires                | Buenos Aires, Argentina      | 1°                           | Maratón                      | 2:20:14                      |
| 2000                         | Juegos olímpicos de 2000               | Sídney, Australia            | 48°                          | Maratón                      | 2:22:30                      |

Vicecampeón Sudamericano de 5000 m ,Mar del Plata, Argentina 1997.
Campeón Sudamericano de 10000m, Manaus, Brasil 2001
.Vicecampeón sudamericano del circuito de Ruta (San Silvestre -Brasil,10k Cali-Colombia,San Fernando , San Felipe y Santiago-Uruguay) 1999